# Николаевское (Максатихинский район)
 Николаевское  — деревня в Максатихинском районе Тверской области. Входит в состав Малышевского сельского поселения.

## География
Находится в северо-восточной части Тверской области на расстоянии приблизительно 21 км по прямой на запад от районного центра поселка Максатиха.

## История
Отмечена была только уже на карте 1940 года как поселение с 38 дворами.

## Население
Численность населения: 24 человека (русские 100 %) в 2002 году, 26 в 2010.